# Coppa del Re 2016-2017 (calcio a 5)
La Coppa del Re 2016-2017 è stata la 7ª edizione del torneo e si è disputata dal 18 ottobre 2016 al 6 maggio 2017. Partecipano alla competizione tutte le squadre di Primera División e Segunda División oltre ad alcune della Segunda División B, per un totale di 43 formazioni. Il torneo è stato vinto da ElPozo Murcia, giunto al secondo successo consecutivo della manifestazione.

## Risultati

### Turno preliminare
| Squadra 1          | Risultato | Squadra 2                 |
| ------------------ | --------- | ------------------------- |
| Bisontes Castellón | 3 - 2     | Elche                     |
| Noia               | 3 - 0     | O Parrulo                 |
| Talavera           | 2 - 1     | Puertollano               |
| Fonononos Gomerón  | 6 - 5     | Iberia Toscal             |
| Malta 97           | 0 - 7     | Segovia                   |
| CCR Castelldefels  | 4 - 2     | Escola Pía                |
| UA Ceuta           | 8 - 5     | Betis                     |
| Zierbena           | 6 - 0     | San Juan                  |
| Lucena             | 1 - 4     | Valdepeñas                |
| Leganés            | 3 - 8     | Colo Colo Saragozza       |
| Cuéllar            | 1 - 3     | Universidad de Valladolid |

### Sedicesimi di finale
Gli accoppiamenti dei sedicesimi di finale sono stati decisi tramite sorteggio; gli incontri si sono disputati il 18 e il 19 ottobre 2016 in gara unica, in casa della peggior classificata nella stagione precedente.
| Squadra 1                 | Risultato | Squadra 2      |
| ------------------------- | --------- | -------------- |
| UA Ceuta                  | 0 - 8     | Jaén           |
| Narón                     | 1 - 2     | Ribera Navarra |
| UMA Antequera             | 4 - 5     | Jumilla        |
| Valdepeñas                | 4 - 2     | Cartagena      |
| Noia                      | 3 - 2     | Santiago       |
| Prone Lugo                | 3 - 5     | Burela         |
| Talavera                  | 1 - 3     | Palma          |
| CCR Castelldefels         | 2 - 3     | Barcellona     |
| Rivas                     | 1 - 9     | Inter          |
| Zierbena                  | 1 - 3     | Xota           |
| Segovia                   | 2 - 4     | Levante        |
| Universidad de Valladolid | 4 - 5     | S10 Saragozza  |
| Colo Colo Saragozza       | 1 - 6     | SC García      |
| Bisontes Castellón        | 3 - 4     | Peñíscola      |
| Atlético Mengíbar         | 1 - 11    | ElPozo Murcia  |
| Fonononos Gomerón         | 1 - 4     | Gáldar         |

### Ottavi di finale
Gli accoppiamenti degli ottavi di finale sono stati decisi tramite sorteggio; gli incontri si sono disputati l'8 e il 9 novembre 2016 in gara unica, in casa della peggior classificata nella stagione precedente.
| Squadra 1      | Risultato | Squadra 2     |
| -------------- | --------- | ------------- |
| Valdepeñas     | 4 - 2     | S10 Saragozza |
| Levante        | 5 - 4     | Barcellona    |
| Ribera Navarra | 2 - 4     | Burela        |
| Noia           | 3 - 4     | Xota          |
| SC García      | 4 - 2     | Inter         |
| Palma          | 1 - 4     | ElPozo Murcia |
| Gáldar         | 4 - 3     | Peñíscola     |
| Jumilla        | 5 - 7     | Jaén          |

### Quarti di finale
Gli accoppiamenti dei quarti di finale sono stati decisi tramite sorteggio; gli incontri si sono disputati il 13 e il 14 dicembre 2016 in gara unica, in casa della peggior classificata nella stagione precedente.
| Squadra 1  | Risultato | Squadra 2     |
| ---------- | --------- | ------------- |
| Levante    | 4 - 1     | Jaén          |
| Valdepeñas | 2 - 7     | Xota          |
| SC García  | 3 - 5     | ElPozo Murcia |
| Gáldar     | 2 - 4     | Burela        |

### Semifinali
Gli accoppiamenti delle semifinali sono stati decisi tramite sorteggio; gli incontri di andata si sono disputati il 17 gennaio 2017 mentre quelli di ritorno, a campi invertiti, il 7 febbraio.
| Squadra 1     | Totale | Squadra 2 | Andata | Ritorno |
| ------------- | ------ | --------- | ------ | ------- |
| Burela        | 1 - 8  | Xota      | 1 - 5  | 0 - 3   |
| ElPozo Murcia | 14 - 4 | Levante   | 10 - 1 | 4 - 3   |

### Finale
La finale del torneo, giocata in gara unica, si è disputata il 6 maggio 2017 presso il Palacio Multiusos di Guadalajara.
| Arbitri: | Juan Ramos Marín Javier Moreno Reina |

|                       |           |                                            |
| Saldise 9’ Martel 12’ | Marcatori | 20’ (t.l.) Bebe 36’ Marinović 39’ Miguelín |